# Bohdaniwka (rejon browarski)
Bohdaniwka (ukr. Богданівка) – wieś na Ukrainie, w obwodzie kijowskim, w rejonie browarskim. W 2001 liczyła 3007 mieszkańców.